# Kurzbahneuropameisterschaften 1996
| Kurzbahneuropameisterschaften 1996 | Kurzbahneuropameisterschaften 1996 |
| ---------------------------------- | ---------------------------------- |
| Veranstaltungsort                  | Rostock                            |
| Teilnehmende Nationen              |                                    |
| Teilnehmende Athleten              |                                    |
| Entscheidungen                     | 38                                 |
| Eröffnung                          | 13. Dezember 1996                  |
| Abschluss                          | 15. Dezember 1996                  |

| Medaillenspiegel | Medaillenspiegel       | Medaillenspiegel | Medaillenspiegel | Medaillenspiegel | Medaillenspiegel |
| Platz            | Land                   | G                | S                | B                | Gesamt           |
| ---------------- | ---------------------- | ---------------- | ---------------- | ---------------- | ---------------- |
| 1                | Deutschland            | 14               | 14               | 11               | 39               |
| 2                | Vereinigtes Königreich | 4                | 4                | 2                | 10               |
| 3                | Niederlande            | 4                | 2                | 2                | 8                |
| 4                | Schweden               | 3                | 3                | 3                | 9                |
| 5                | Polen                  | 3                | 2                | 1                | 6                |
| 6                | Italien                | 2                | 2                | 1                | 5                |
| 7                | Tschechien             | 2                | 1                | 2                | 5                |
| 8                | Norwegen               | 1                | 1                | 2                | 4                |
| 9                | Slowakei               | 1                | 1                | 1                | 3                |
| 10               | Österreich             | 1                | 1                | 0                | 2                |
| 11               | Belarus                | 1                | 0                | 2                | 3                |
| 12               | Rumänien               | 0                | 3                | 1                | 4                |
| 13               | Kroatien               | 0                | 2                | 1                | 3                |
| 14               | Schweiz Slowenien      | 0                | 1                | 2                | 1                |

Die Kurzbahneuropameisterschaften 1996 im Schwimmen fanden vom 13. bis 15. Dezember 1996 in Rostock statt und wurden vom europäischen Schwimmverband LEN organisiert.
Die Wettkämpfe fanden nur knapp fünf Monate nach den Olympischen Sommerspielen 1996 in Atlanta statt. Es waren außerdem die ersten Kurzbahneuropameisterschaften, im Sinne der Kurzbahnweltmeisterschaften, die von der FINA seit 1993 veranstaltet werden. Sie ersetzen die von 1991 bis 1994 jährlich stattfindenden Sprinteuropameisterschaften. Der Unterschied ist, dass nicht nur die Medaillen über Sprintdistanzen vergeben werden, sondern auch auf jenen die auf der Langbahn geschwommenen werden.

## Zeichenerklärung
- WR – Weltrekord
- ER – Europarekord

## Schwimmen Männer

### Freistil

#### 50 m Freistil
| Platz | Land            | Athlet             | Zeit     |
| ----- | --------------- | ------------------ | -------- |
| 1     | Verein. Königr. | Mark Foster        | 00:22,25 |
| 2     | Italien         | René Gusperti      | 00:22,51 |
| 3     | Belarus         | Dimitri Kalinowski | 00:22,57 |

#### 100 m Freistil
| Platz | Land        | Athlet         | Zeit     |
| ----- | ----------- | -------------- | -------- |
| 1     | Deutschland | Lars Conrad    | 00:48,90 |
| 2     | Rumänien    | Nicolae Butacu | 00:49,49 |
| 3     | Rumänien    | Nicolae Ivan   | 00:49,56 |

#### 200 m Freistil
| Platz | Land            | Athlet              | Zeit     |
| ----- | --------------- | ------------------- | -------- |
| 1     | Deutschland     | Lars Conrad         | 01:45,97 |
| 2     | Verein. Königr. | Andrew Clayton      | 01:47,35 |
| 3     | Deutschland     | Konstantin Dubrovin | 01:48,60 |

#### 400 m Freistil
| Platz | Land         | Athlet             | Zeit     |
| ----- | ------------ | ------------------ | -------- |
| 1     | Italien      | Emiliano Brembilla | 03:45,52 |
| 2     | Deutschland  | Stefan Pohl        | 03:48,10 |
| 3     | Griechenland | Dimitrios Manganas | 03:48,29 |

#### 1500 m Freistil
| Platz | Land            | Athlet         | Zeit     |
| ----- | --------------- | -------------- | -------- |
| 1     | Ukraine         | Igor Snitko    | 14:46,59 |
| 2     | Verein. Königr. | Ian Wilson     | 14:54,24 |
| 3     | Deutschland     | Thomas Lohfink | 15:04,13 |

### Schmetterling

#### 50 m Schmetterling
| Platz | Land            | Athlet            | Zeit     |
| ----- | --------------- | ----------------- | -------- |
| 1     | Verein. Königr. | Mark Foster       | 00:23,91 |
| 2     | Deutschland     | Fabian Hieronimus | 00:24,07 |
| 3     | Schweden        | Jonas Åkesson     | 00:24,25 |

#### 100 m Schmetterling
| Platz | Land        | Athlet             | Zeit     |
| ----- | ----------- | ------------------ | -------- |
| 1     | Deutschland | Thomas Rupprath    | 00:53,22 |
| 2     | Deutschland | Fabian Hieronimus  | 00:53,70 |
| 3     | Belarus     | Denislaw Kaltschew | 00:54,02 |

#### 200 m Schmetterling
| Platz | Land        | Athlet             | Zeit     |
| ----- | ----------- | ------------------ | -------- |
| 1     | Deutschland | Chris-Carol Bremer | 01:57,04 |
| 2     | Deutschland | Thomas Rupprath    | 01:57,30 |
| 3     | Frankreich  | David Abrard       | 01:59,23 |
| 3     | Schweiz     | Adrian Andermatt   | 01:59,23 |

### Rücken

#### 50 m Rücken
| Platz | Land        | Athlet           | Zeit     |
| ----- | ----------- | ---------------- | -------- |
| 1     | Polen       | Mariusz Siembida | 00:25,03 |
| 2     | Kroatien    | Tomislav Karlo   | 00:25,14 |
| 3     | Deutschland | Stev Theloke     | 00:25,15 |

#### 100 m Rücken
| Platz | Land        | Athlet           | Zeit     |
| ----- | ----------- | ---------------- | -------- |
| 1     | Polen       | Mariusz Siembida | 00:53,56 |
| 2     | Deutschland | Stev Theloke     | 00:53,87 |
| 3     | Italien     | Emanuele Merisi  | 00:54,39 |

#### 200 m Rücken
| Platz | Land        | Athlet          | Zeit     |
| ----- | ----------- | --------------- | -------- |
| 1     | Italien     | Emanuele Merisi | 01:54,91 |
| 2     | Rumänien    | Nicolae Butacu  | 01:56,29 |
| 3     | Deutschland | Stev Theloke    | 01:56,51 |

### Brust

#### 50 m Brust
| Platz | Land        | Athlet          | Zeit     |
| ----- | ----------- | --------------- | -------- |
| 1     | Schweden    | Patrik Isaksson | 00:27,76 |
| 2     | Deutschland | Jens Kruppa     | 00:27,77 |
| 3     | Tschechien  | Daniel Málek    | 00:27,84 |

#### 100 m Brust
| Platz | Land        | Athlet          | Zeit     |
| ----- | ----------- | --------------- | -------- |
| 1     | Deutschland | Jens Kruppa     | 01:00,15 |
| 2     | Schweden    | Patrik Isaksson | 01:00,45 |
| 3     | Belarus     | Aleksandr Hukow | 01:00,94 |

#### 200 m Brust
| Platz | Land        | Athlet          | Zeit     |
| ----- | ----------- | --------------- | -------- |
| 1     | Belarus     | Aleksandr Hukow | 02:09,86 |
| 2     | Polen       | Artur Paczyński | 02:10,69 |
| 3     | Deutschland | Jens Kruppa     | 02:10,70 |

### Lagen

#### 100 m Lagen
| Platz | Land        | Athlet           | Zeit     |
| ----- | ----------- | ---------------- | -------- |
| 1     | Niederlande | Marcel Wouda     | 00:54,62 |
| 2     | Deutschland | Jens Kruppa      | 00:54,82 |
| 3     | Deutschland | Christian Keller | 00:55,45 |

#### 200 m Lagen
| Platz | Land        | Athlet           | Zeit     |
| ----- | ----------- | ---------------- | -------- |
| 1     | Niederlande | Marcel Wouda     | 01:56,83 |
| 2     | Deutschland | Christian Keller | 01:58,52 |
| 3     | Kroatien    | Krešimir Čač     | 02:01,45 |

#### 400 m Lagen
| Platz | Land        | Athlet           | Zeit     |
| ----- | ----------- | ---------------- | -------- |
| 1     | Niederlande | Marcel Wouda     | 04:08,90 |
| 2     | Deutschland | Christian Keller | 04:13,03 |
| 3     | Deutschland | Uwe Volk         | 04:15,69 |

### Staffel

#### Staffel 4 × 50 m Freistil
| Platz | Land        | Athleten                                                         | Zeit     |
| ----- | ----------- | ---------------------------------------------------------------- | -------- |
| 1     | Deutschland | - Lars Conrad - Christian Tröger - Timo Nolte - Steffen Smöllich | 01:29,54 |
| 2     | Kroatien    | - Tomislav Karlo - Miloš Milošević - Miro Žeravica - Alen Lončar | 01:29,69 |
| 3     | Norwegen    | - Anders Dahl - Vermund Vetnes - Thomas Sopp - Thomas Nore       | 01:30,40 |

#### Staffel 4 × 50 m Lagen
| Platz | Land            | Athleten                                                                | Zeit        |
| ----- | --------------- | ----------------------------------------------------------------------- | ----------- |
| 1     | Deutschland     | - Stev Theloke - Jens Kruppa - Fabian Hieronimus - Lars Conrad          | 01:38,28 WR |
| 2     | Italien         | - Emanuele Merisi - Domenico Fioravanti - Luca Belfiore - René Gusperti | 01:38,50    |
| 3     | Verein. Königr. | - Neil Willey - Richard Maden - Mark Foster - Simon Handley             | 01:38,72    |

## Schwimmen Frauen

### Freistil

#### 50 m Freistil
| Platz | Land            | Athlet          | Zeit        |
| ----- | --------------- | --------------- | ----------- |
| 1     | Deutschland     | Sandra Völker   | 00:24,67 ER |
| 2     | Verein. Königr. | Sue Rolph       | 00:25,32    |
| 3     | Norwegen        | Vibeke Johansen | 00:25,38    |

#### 100 m Freistil
| Platz | Land            | Athlet            | Zeit        |
| ----- | --------------- | ----------------- | ----------- |
| 1     | Deutschland     | Sandra Völker     | 00:53,04 ER |
| 2     | Verein. Königr. | Sue Rolph         | 00:54,46    |
| 3     | Slowakei        | Martina Moravcová | 00:54,95    |

#### 200 m Freistil
| Platz | Land        | Athlet             | Zeit     |
| ----- | ----------- | ------------------ | -------- |
| 1     | Slowakei    | Martina Moravcová  | 01:57,22 |
| 2     | Deutschland | Antje Buschschulte | 01:58,34 |
| 3     | Niederlande | Carla Geurts       | 01:59,16 |

#### 400 m Freistil
| Platz | Land        | Athlet            | Zeit     |
| ----- | ----------- | ----------------- | -------- |
| 1     | Tschechien  | Kristina Kynerová | 04:09,94 |
| 2     | Niederlande | Carla Geurts      | 04:10,36 |
| 3     | Schweiz     | Chantal Strasser  | 04:13,45 |

#### 800 m Freistil
| Platz | Land            | Athlet           | Zeit     |
| ----- | --------------- | ---------------- | -------- |
| 1     | Niederlande     | Carla Geurts     | 08:34,66 |
| 2     | Schweiz         | Flavia Rigamonti | 08:39,20 |
| 3     | Verein. Königr. | Sarah Collings   | 08:42,42 |

### Schmetterling

#### 50 m Schmetterling
| Platz | Land        | Athlet          | Zeit        |
| ----- | ----------- | --------------- | ----------- |
| 1     | Schweden    | Johanna Sjöberg | 00:27,15 ER |
| 2     | Deutschland | Sandra Völker   | 00:27,23    |
| 3     | Finnland    | Marja Pärssinen | 00:27,69    |

#### 100 m Schmetterling
| Platz | Land        | Athlet            | Zeit        |
| ----- | ----------- | ----------------- | ----------- |
| 1     | Schweden    | Johanna Sjöberg   | 00:58,80 ER |
| 2     | Deutschland | Sandra Völker     | 00:59,44    |
| 3     | Deutschland | Julia Voitowitsch | 01:00,51    |

#### 200 m Schmetterling
| Platz | Land     | Athlet          | Zeit     |
| ----- | -------- | --------------- | -------- |
| 1     | Spanien  | Bárbara Franco  | 02:10,20 |
| 2     | Schweden | Johanna Sjöberg | 02:10,92 |
| 3     | Schweden | María Peláez    | 02:11,36 |

### Rücken

#### 50 m Rücken
| Platz | Land        | Athlet             | Zeit     |
| ----- | ----------- | ------------------ | -------- |
| 1     | Deutschland | Sandra Völker      | 00:27,94 |
| 2     | Deutschland | Antje Buschschulte | 00:28,55 |
| 3     | Niederlande | Suze Valen         | 00:28,66 |

#### 100 m Rücken
| Platz | Land        | Athlet             | Zeit     |
| ----- | ----------- | ------------------ | -------- |
| 1     | Deutschland | Antje Buschschulte | 01:00,21 |
| 2     | Tschechien  | Kateřina Pivoňková | 01:01,69 |
| 3     | Slowenien   | Alenka Kejžar      | 01:01,93 |

#### 200 m Rücken
| Platz | Land        | Athlet             | Zeit     |
| ----- | ----------- | ------------------ | -------- |
| 1     | Tschechien  | Kateřina Pivoňková | 02:08,15 |
| 2     | Deutschland | Antje Buschschulte | 02:09,54 |
| 3     | Slowenien   | Alenka Kejžar      | 02:12,20 |

### Brust

#### 50 m Brust
| Platz | Land       | Athlet        | Zeit     |
| ----- | ---------- | ------------- | -------- |
| 1     | Österreich | Vera Lischka  | 00:31,36 |
| 2     | Norwegen   | Terrie Miller | 00:31,47 |
| 3     | Schweden   | Hanna Jaltner | 00:32,04 |

#### 100 m Brust
| Platz | Land       | Athlet        | Zeit     |
| ----- | ---------- | ------------- | -------- |
| 1     | Norwegen   | Terrie Miller | 01:07,91 |
| 1     | Österreich | Vera Lischka  | 01:08,18 |
| 3     | Polen      | Alicja Pęczak | 01:08,33 |

#### 200 m Brust
| Platz | Land        | Athlet        | Zeit     |
| ----- | ----------- | ------------- | -------- |
| 1     | Polen       | Alicja Pęczak | 02:26,11 |
| 2     | Slowenien   | Alenka Kejžar | 02:27,33 |
| 3     | Deutschland | Anne Poleska  | 02:27,57 |

### Lagen

#### 100 m Lagen
| Platz | Land            | Athlet            | Zeit     |
| ----- | --------------- | ----------------- | -------- |
| 1     | Verein. Königr. | Sue Rolph         | 01:01,91 |
| 2     | Slowakei        | Martina Moravcová | 01:01,98 |
| 3     | Deutschland     | Sabine Herbst     | 01:02,46 |

#### 200 m Lagen
| Platz | Land            | Athlet        | Zeit     |
| ----- | --------------- | ------------- | -------- |
| 1     | Verein. Königr. | Sue Rolph     | 02:10,60 |
| 2     | Polen           | Alicja Pęczak | 02:13,07 |
| 3     | Deutschland     | Sabine Herbst | 02:13,29 |

#### 400 m Lagen
| Platz | Land        | Athlet           | Zeit     |
| ----- | ----------- | ---------------- | -------- |
| 1     | Deutschland | Sabine Herbst    | 04:39,26 |
| 2     | Rumänien    | Beatrice Câșlaru | 04:41,76 |
| 3     | Tschechien  | Pavla Chrástová  | 04:42,07 |

### Staffel

#### Staffel 4 × 50 m Freistil
| Platz | Land        | Athleten                                                                | Zeit     |
| ----- | ----------- | ----------------------------------------------------------------------- | -------- |
| 1     | Deutschland | - Katrin Meißner - Marianne Hinners - Silvia Stahl - Sandra Völker      | 01:41,15 |
| 2     | Schweden    | - Johanna Sjöberg - Linda Olofsson - Nelly Jörgensen - Malin Svahnström | 01:42,18 |
| 3     | Schweiz     | - Dominique Diezi - Andrea Quadri - Sandrine Paquier - Chantal Strasser | 01:44,90 |

#### Staffel 4 × 50 m Lagen
| Platz | Land        | Athleten                                                                  | Zeit        |
| ----- | ----------- | ------------------------------------------------------------------------- | ----------- |
| 1     | Deutschland | - Antje Buschschulte - Sylvia Gerasch - Julia Voitowitsch - Sandra Völker | 01:51,79 ER |
| 2     | Niederlande | - Suze Valen - Madelon Baans - Wilma van Hofwegen - Angela Postma         | 01:52,80    |
| 3     | Schweden    | - Nelly Jörgensen - Hanna Jaltner - Johanna Sjöberg - Linda Olofsson      | 01:53,06    |